# Caxingó
Caxingó est une municipalité brésilienne située dans l'État du Piauí.